# Musée national de Cardiff
Le Musée national de Cardiff (en anglais : National Museum Cardiff, en gallois : Amgueddfa Genedlaethol Caerdydd) est un musée d'art et d'histoire naturelle situé à Cardiff au pays de Galles. Il fait partie du Musée national du pays de Galles.

## Histoire
Le musée a été fondé en 1905, quand il reçut les collections du musée de Cardiff, qui partageait auparavant ses locaux avec la bibliothèque centrale de Cardiff.
La construction du nouveau bâtiment au sein du complexe civique de Cathays Park débuta en 1912, mais il n'ouvrit au public que fin 1927 en raison de la Première Guerre mondiale. Ses architectes sont Arnold Dunbar Smith et Cecil Brewer, bien que l'édifice actuel ait été modifié depuis, et ait été rénové en 2011. L'entrée est gratuite grâce à une dotation de l'Assemblée du gouvernement du pays de Galles. La collection d'archéologie a été transférée au musée national d'histoire de Saint-Fagans en 2017.

## Collections
Le musée possède des collections d'art figuratif et appliqué, de zoologie, de botanique et de géologie. 

### Beaux arts
Les maîtres anciens sont notamment représentés par des œuvres de Botticelli, Cima da Conegliano, Bronzino, Amico Aspertini, Palma le vieux, Le Guerchin, Il Baciccio, Pierre de Cortone, Bernardo Strozzi, Francesco Solimena, Canaletto, Francesco Guardi, Giandomenico Tiepolo, Salvator Rosa, Pompeo Batoni, Rembrandt (Portrait de Catharina Hooghsaet), Frans Snyders, Jan van de Cappelle, Aelbert Cuyp, David Teniers le Jeune, des paysages de Nicolas Poussin (Paysage avec les funérailles de Phocion et La découverte de Moïse dans son berceau), Claude Lorrain, Gaspard Dughet et des paysagistes gallois Richard Wilson et Thomas Jones, des œuvres de Matthieu Le Nain et de peintres anglais comme Van Dyck, Peter Lely, William Hogarth, Thomas Gainsborough, Joshua Reynolds, Thomas Lawrence, Henry Raeburn, George Romney, Joseph Wright of Derby, Johann Zoffany, Henry Fuseli, Joseph Mallord William Turner, Richard Parkes Bonington, Edward Burne-Jones, Dante Gabriel Rossetti, John Everett Millais, Lawrence Alma-Tadema ou américains comme James Abbott McNeill Whistler et John Singer Sargent, etc.
Le musée est notable pour sa collection de peintures françaises impressionnistes et réalistes précocement assemblée au Royaume-Uni, au même titre que Samuel Courtauld, par Margaret et Gwendoline Davies, petites-filles du riche industriel gallois David Davies et léguée au musée dans les années 1950 et 1960. Elle inclut le plus important ensemble au monde de peintures d'Honoré Daumier avec 10 toiles et des œuvres de Jean-François Millet (9 peintures), Camille Corot (6 peintures), Gustave Courbet (2 peintures), Pierre-Auguste Renoir (3 peintures dont le célèbre tableau La Parisienne, 1874), Claude Monet (9 peintures dont San Giorgio Maggiore au crépuscule, Cathédrale de Rouen et Nymphéas), Eugène Boudin (6 peintures), Edouard Manet (3 peintures), Alfred Sisley (3 peintures), Camille Pissarro (2 peintures), Henri Fantin-Latour (2 peintures), Berthe Morisot ou Van Gogh (Paysage d'Auvers sous la pluie), Paul Cézanne (Le barrage François Zola, première peinture de l'artiste acquise par un musée britannique, Paysage provençal et Nature morte à la théière) ou des sculptures de Rodin (une version en bronze du Baiser), Jean-Baptiste Carpeaux, Edgar Degas, Medardo Rosso, Henri Matisse, ainsi que des peintures de James Tissot, Pierre Bonnard, Maurice Utrillo, Oskar Kokoschka et des impressionnistes anglais Laurence Stephen Lowry et Wynford Dewhurst.
La collection comprend également des œuvres des principaux artistes gallois depuis Richard Wilson et Thomas Jones, tels que le sculpteur John Gibson et les peintres Augustus John et sa sœur Gwen John, Ceri Richards, David Jones et le peintre contemporain Kyffin Williams, ainsi que d'autres artistes britanniques modernes et contemporains tels que les peintres Stanley Spencer, Luke Jones, David Bomberg, Francis Bacon, Lucian Freud, Graham Sutherland, David Hockney, Bridget Riley, Frank Auerbach et les sculpteurs Jacob Epstein, Herbert Ward, Eric Gill, Henry Moore, Barbara Hepworth, Barry Flanagan, Richard Long, Rachel Whiteread, ainsi que des œuvres de Pablo Picasso (Nature Morte au Poron acquise en 2009), Albert Marquet, Henri Gaudier-Brzeska, Maurice de Vlaminck, Natalia Goncharova, Alexej von Jawlensky, Alexander Archipenko, Jacques Lipchitz, Willi Baumeister, Lazlo Moholy-Nagy, Antoine Bourdelle, René Magritte, Max Ernst, Karel Appel, Christo, etc.

#### Sciences naturelles
Le musée possède notamment des collections de minéralogie (40 000 minéraux), de pétrologie (35 000 spécimens) et de paléontologie relatives en particulier au pays de Galles, un herbier de 750 000 plantes, 2 000 000 de mollusques, 1 000 000 d'insectes, 1 800 animaux naturalisés incluant 10 spécimens d'espèces éteintes comme le thylacine, le dodo, le moa, le grand pingouin, la tourte voyageuse, le huia et présente notamment le squelette complet d'un mammouth et d'une baleine, la plus grande tortue naturalisée au monde et un requin baleine.

## Quelques œuvres répertoriées
- Poussin : Paysage avec les funérailles de Phocion (1648)
- Le Nain : La Rixe
- Hogarth : Le Château de cartes
- Eugène Isabey : Port normand
- Millet : Famille de paysans
- Manet : Le Lapin, 1881.
- Van Gogh  : Paysage d'Auvers sous la pluie (1890), huile sur toile.
- Renoir : La Parisienne ou Dame en bleu, huile sur toile.
- Paul Cézanne : Nature morte à la théière (1902-1906), huile sur toile.
- Max Ernst : Le Bois (1927)
- René Magritte : Le Masque Vide (1928)
- Pinchus Krémègne (1890-1981), Maisons en Corse, huile sur toile.
- Léopold Pascal (1900-1958), Neige à Chelsea, huile sur toile.
- André Vignoles (1920-2016), Paysage sous la neige, huile sur toile, 1960.

## Galerie

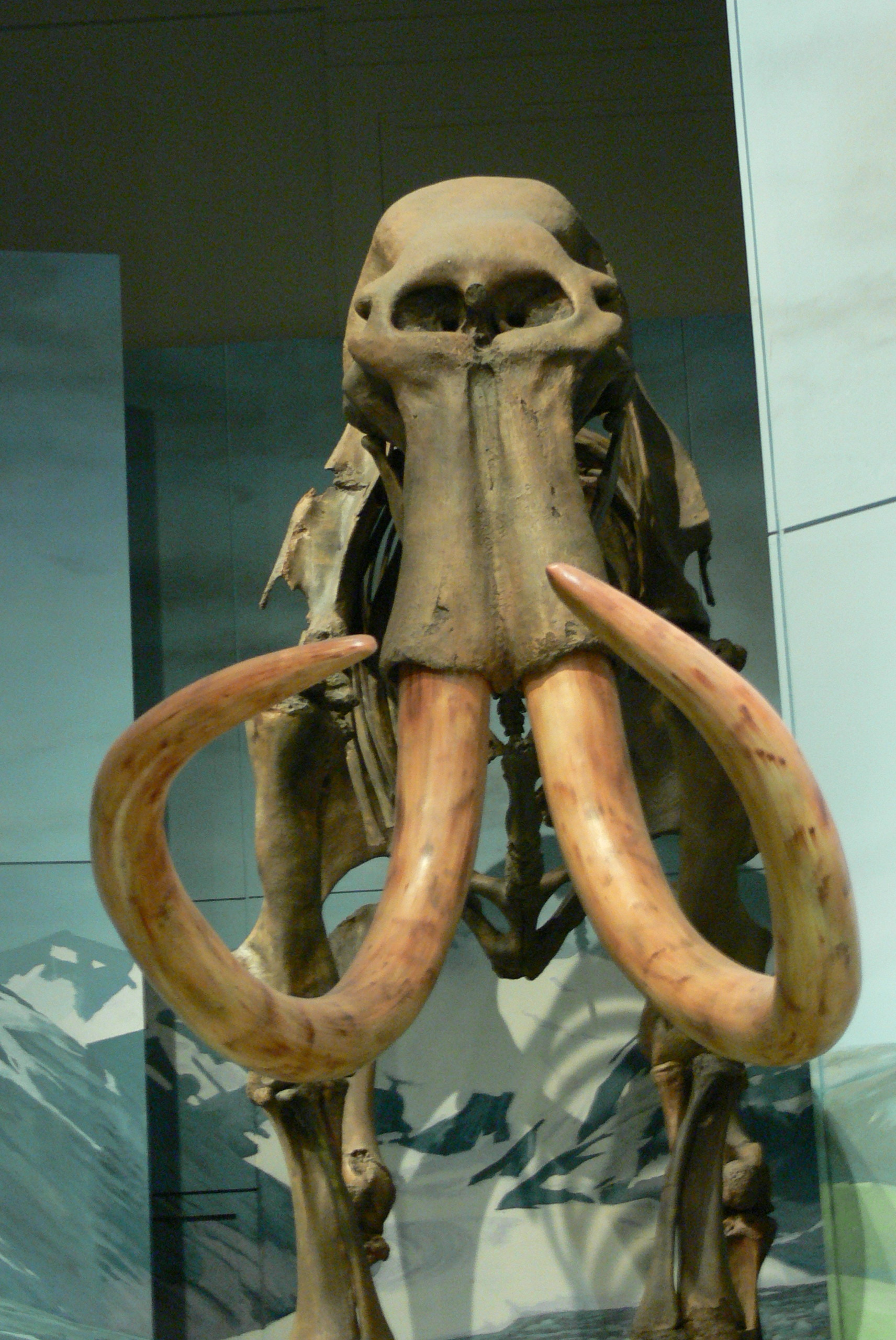
Mammouth
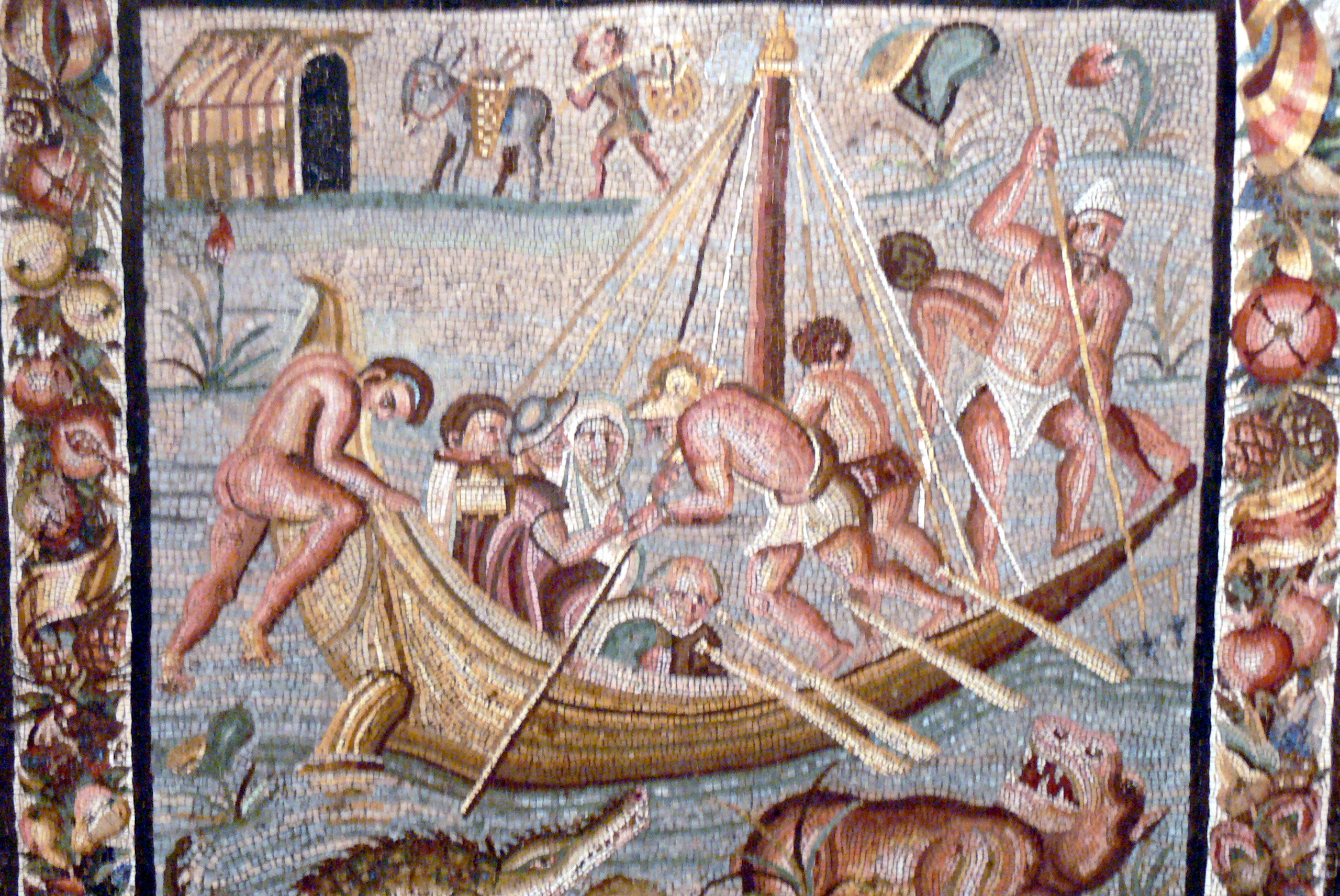
Mosaïque romaine
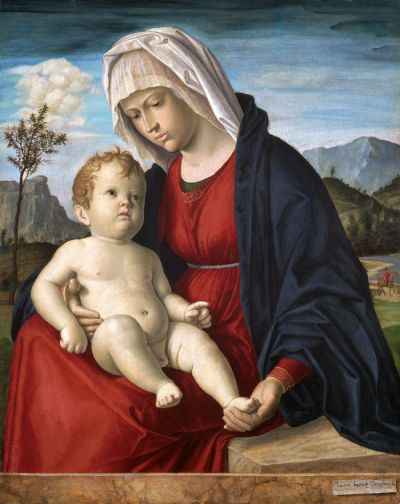
Cima da Conegliano, Vierge à l'Enfant
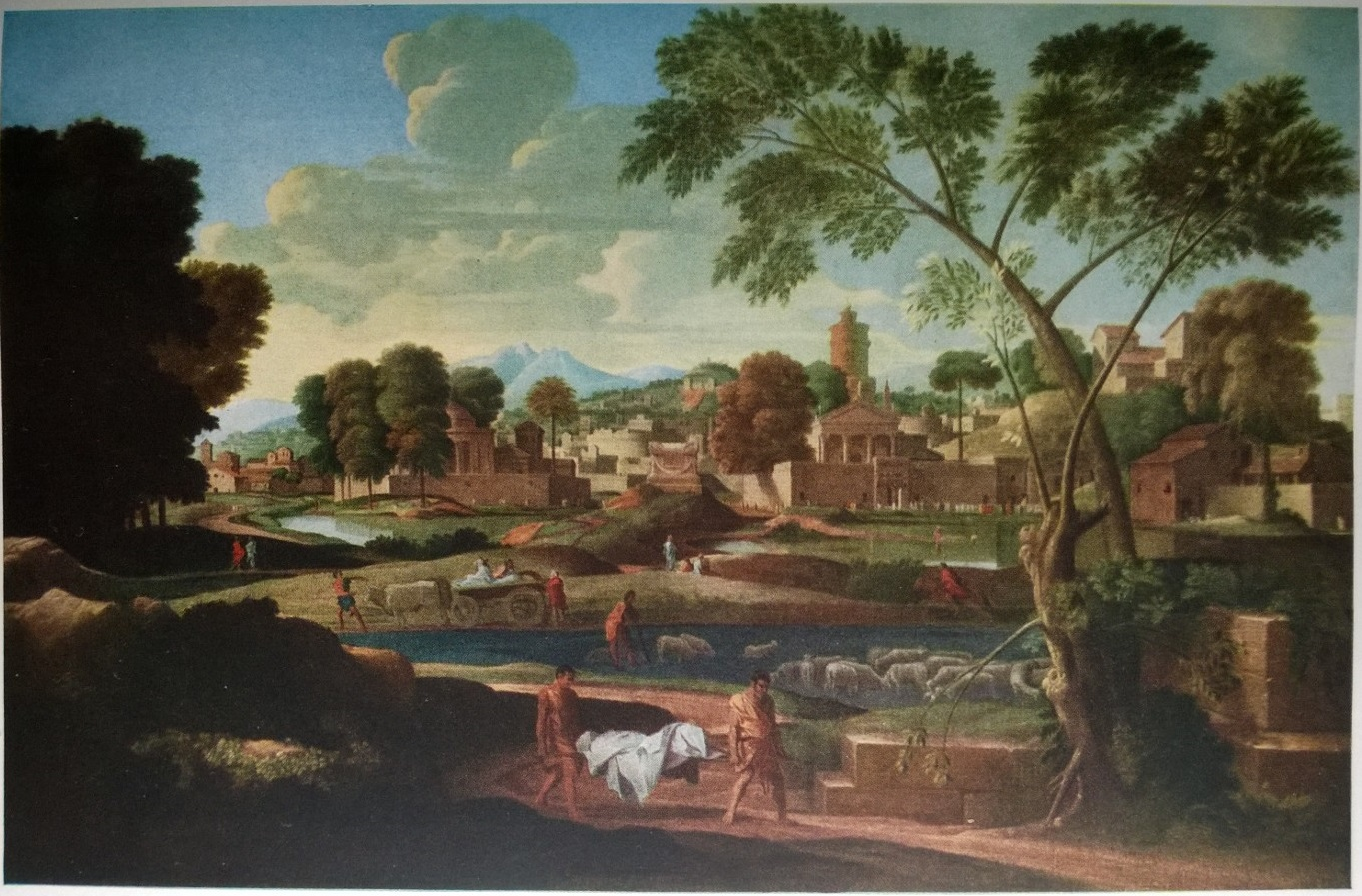
Poussin, Paysage avec les funérailles de Phocion
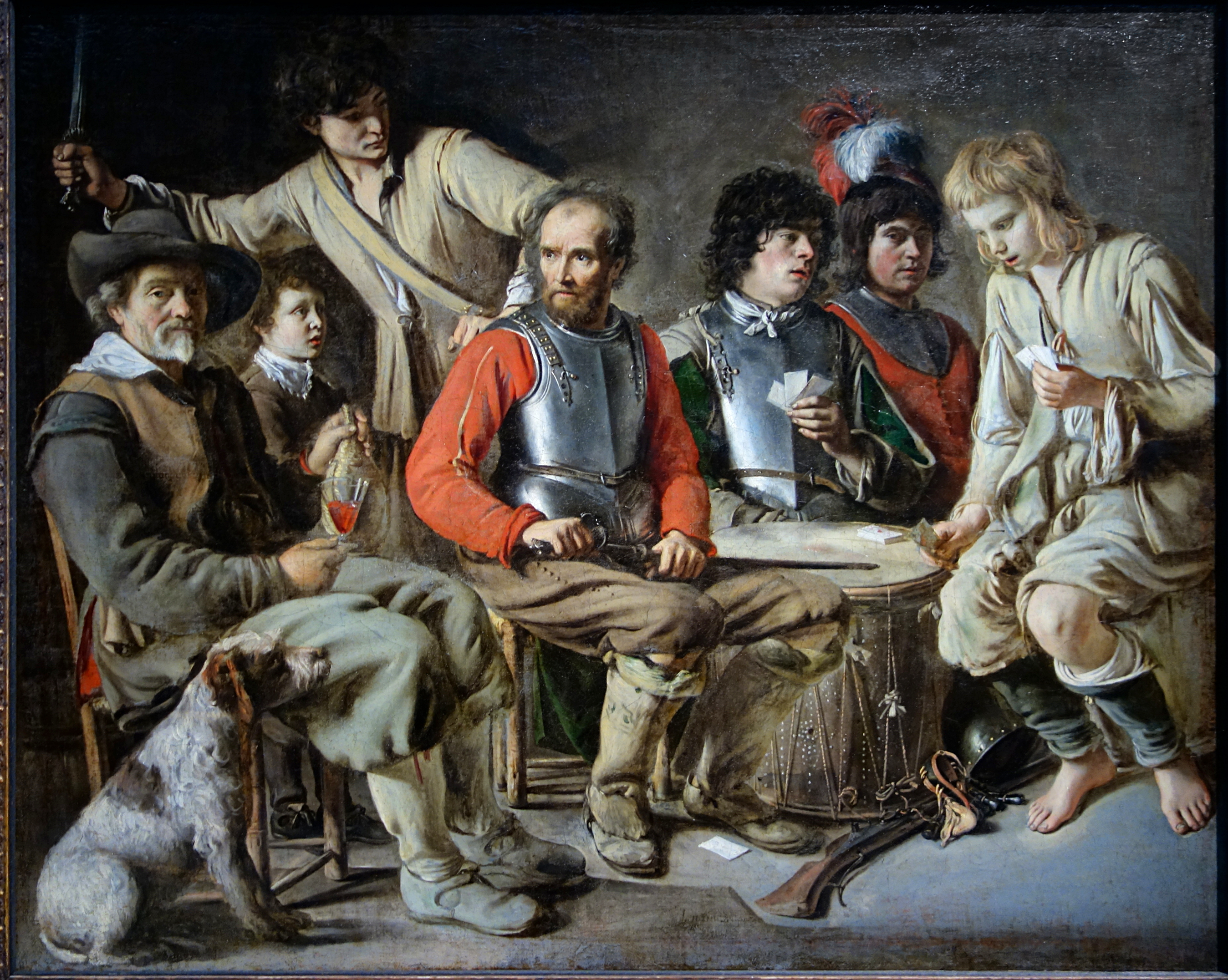
Le Nain, La Rixe
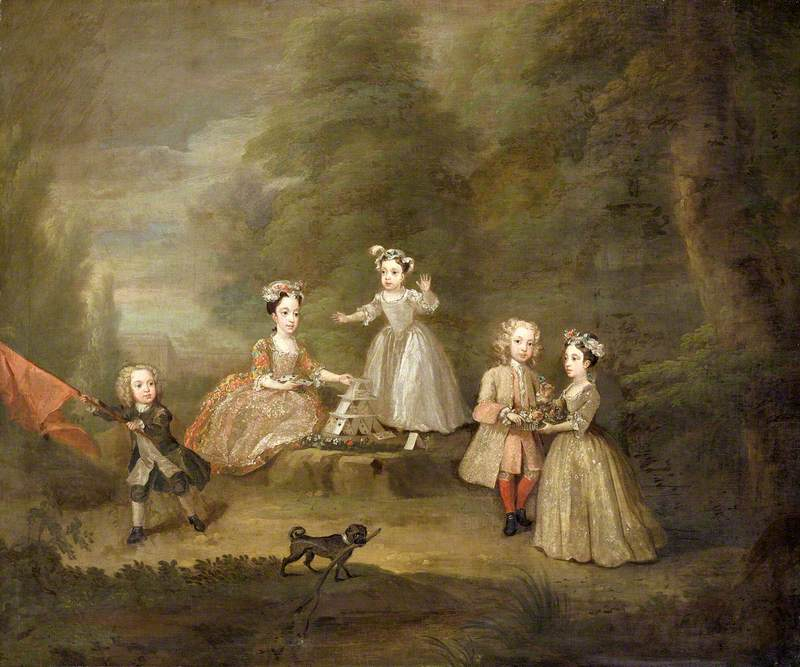
Hogarth, Le Château de cartes
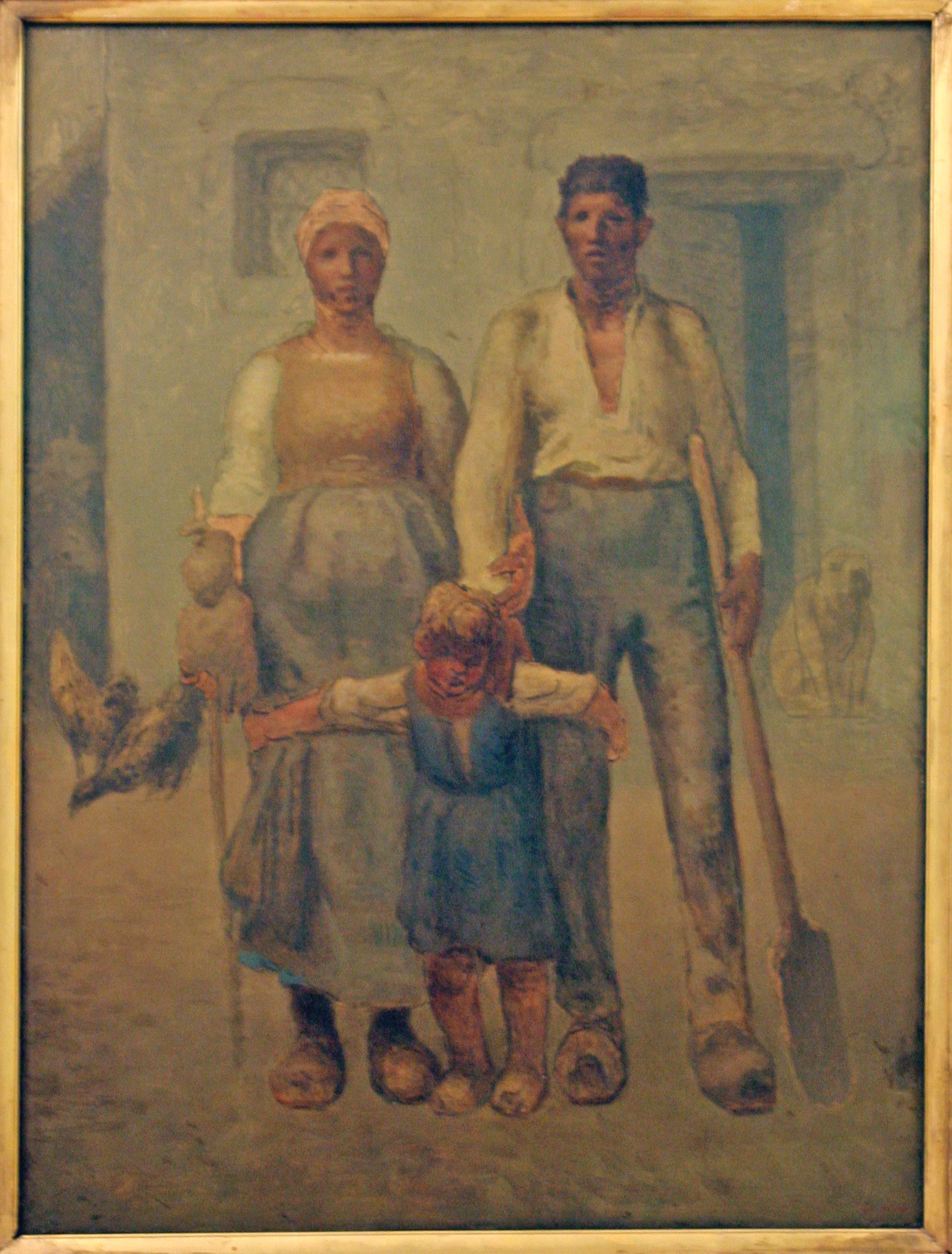
Millet, Famille de paysans
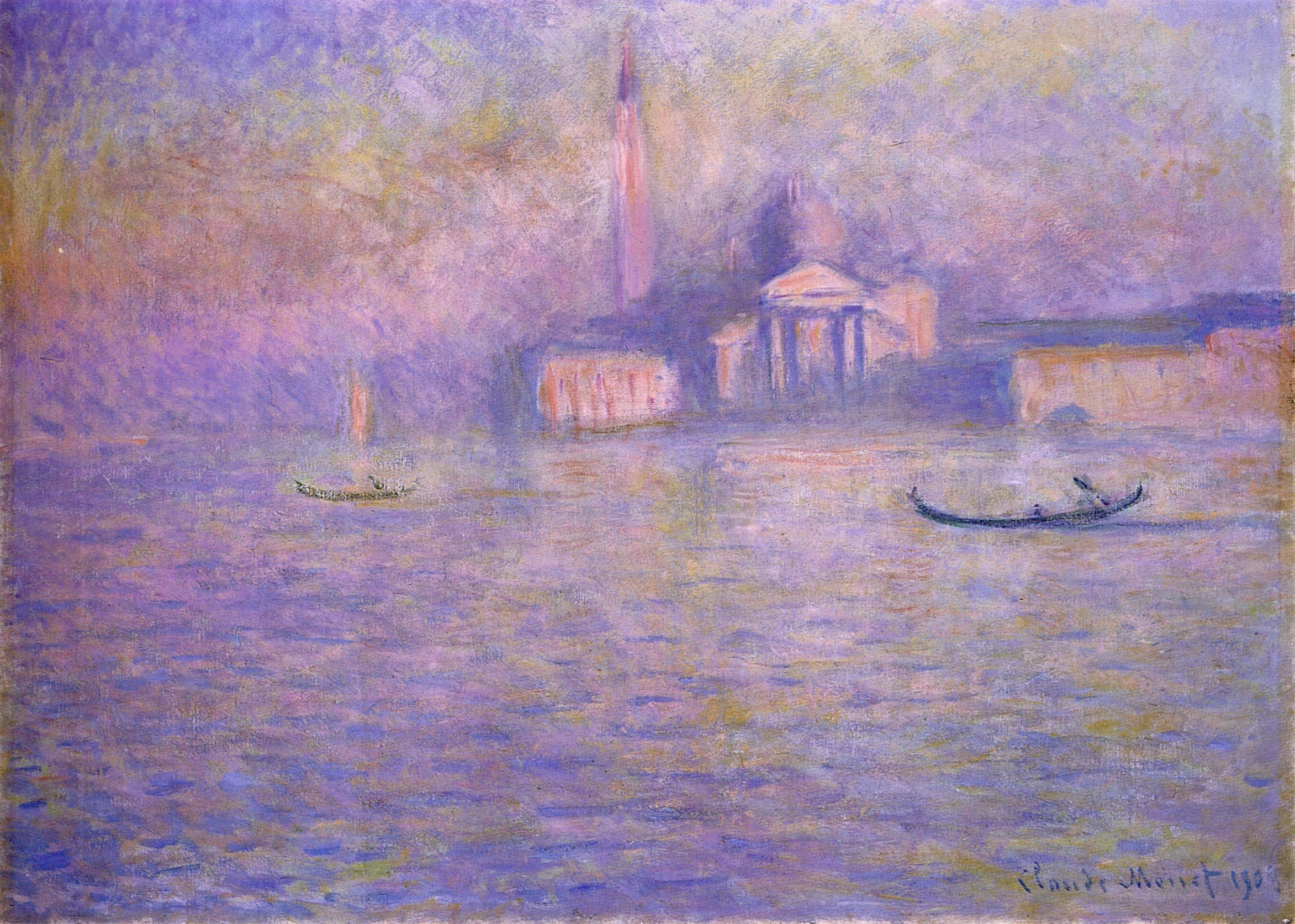
Monet, San Giorgio Maggiore
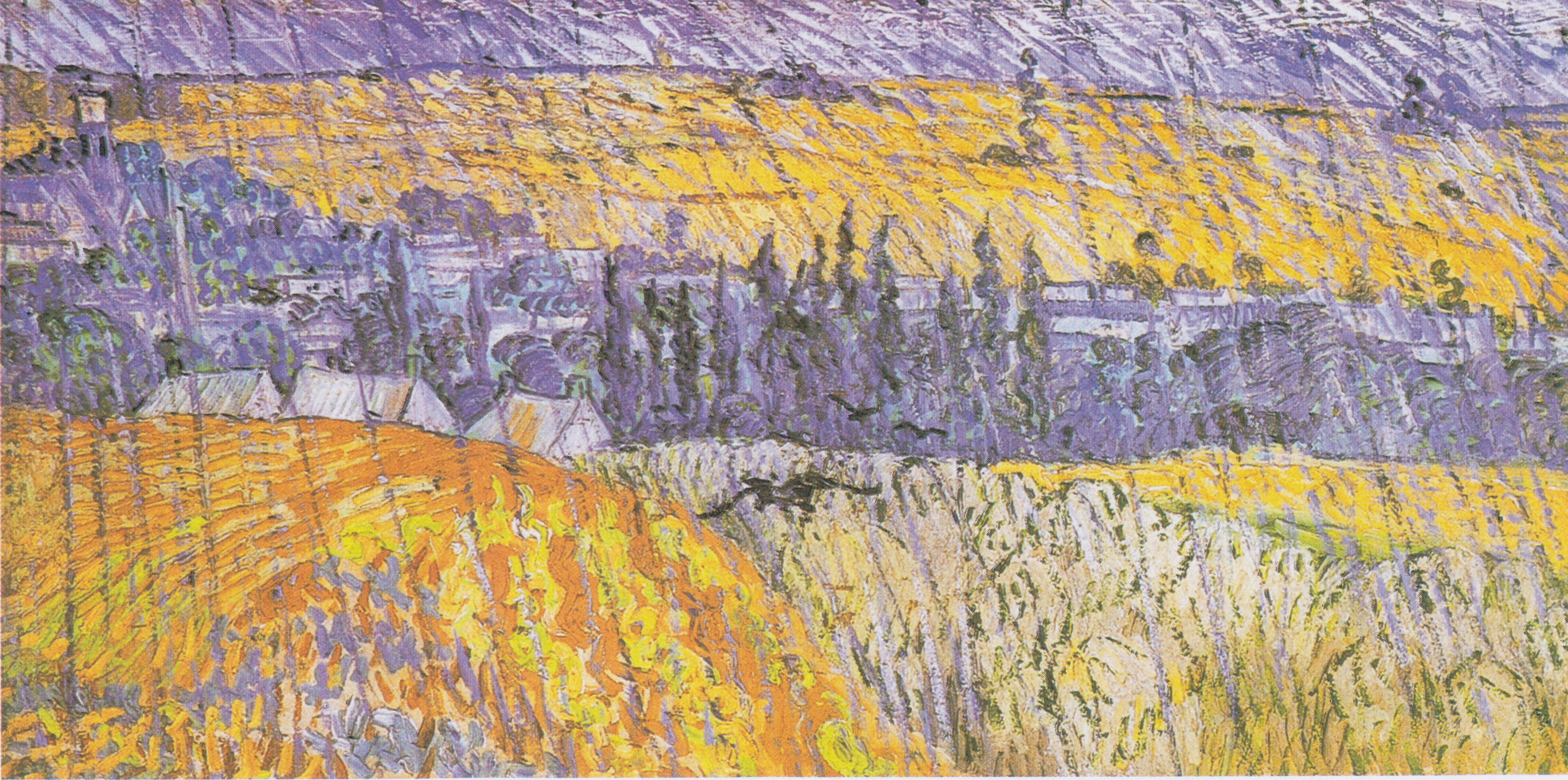
Van Gogh, Paysage d'Auvers sous la pluie
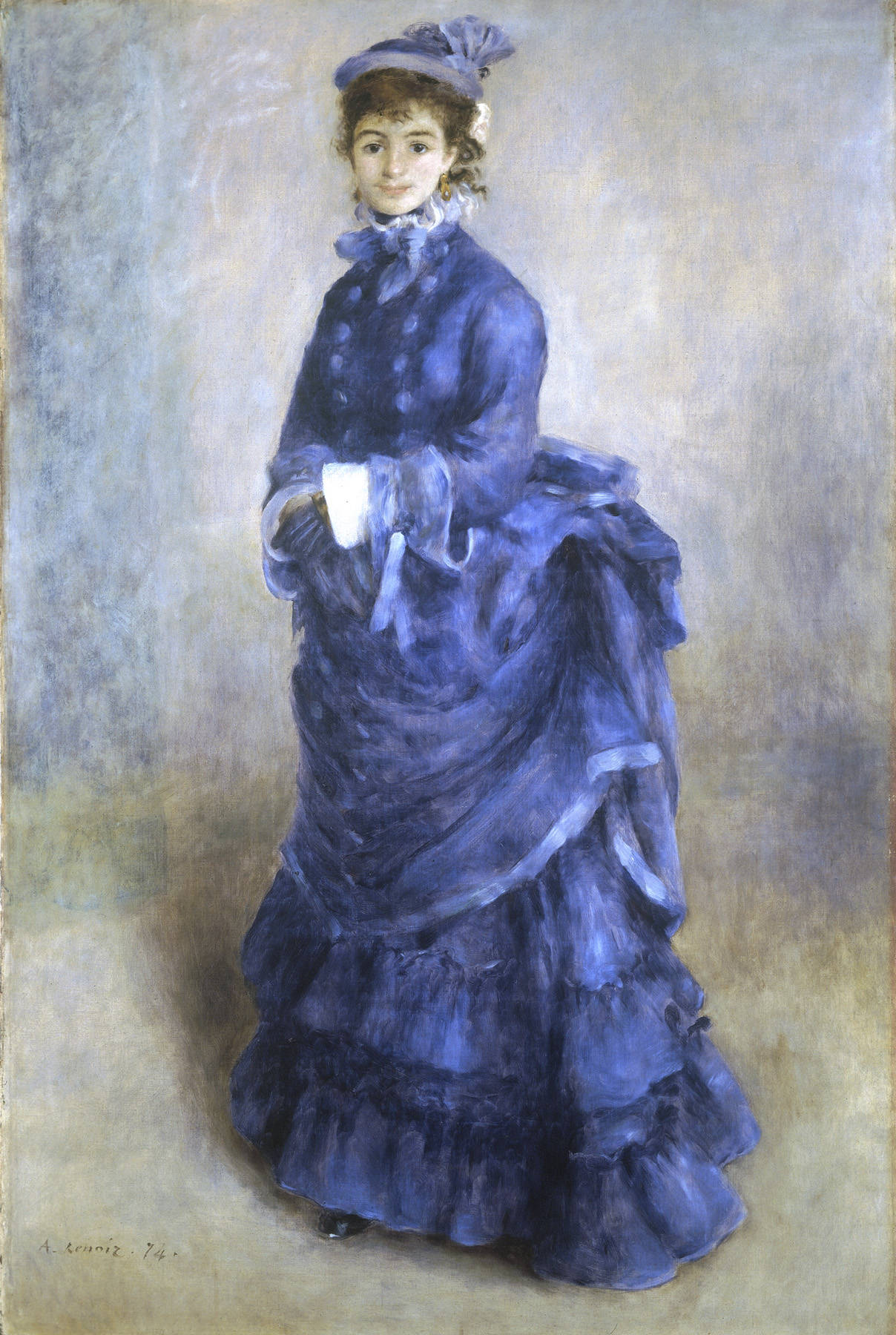
Renoir, La Dame en bleu